# FM+
FM+ е първото частно радио в България. Получава лицензия на 24 септември 1992 година и започва излъчване в 17:16 часа на 15 октомври с песента Radio Ga Ga на Queen. Основатели на радио FM+ са Петър Пунчев, Константин Тилев, Кирил Калев и Бойчо Автов. Музикален директор на радиото е Спас Шурулинков.
През 1994 г. 48% от акциите на радиото са закупени от британската радиогрупировка GWR Group (Global Radio във Великобритания) и се поставя началото на радиомрежата FM+ Group.
През 1990-те програмният формат на радиото е HOT AC – за слушатели между 20 и 45-годишна възраст. На 15 октомври 2005 г. радио FM+ е придобито от американската компания Emmis Communication Corporation. От 15 юли 2006 г. звучи във формат Mainstream AC – радиостанция за възрастни, зрели хора, насочена към слушателите от 25 – 45 години.
В началото на 2013 г. „Рефлекс медиа“ купуват от Emmis Communications „Болкан Броудкастинг“, който притежава освен радио FM+ и радиата Star FM и Fresh!.
Към края на април 2017 г. радиото започва излъчване в Троян и Априлци на мястото на Енджой, а седмица по-късно стартира и в други градове пак на мястото на NJOY. През октомври 2017 радиото спира излъчване в Самоков и на негово място е пуснато радио Melody, също така спира и във Велинград, Бургас, Карлово, Троян, Априлци, Тетевен и Трявна, за да тръгне Радио Фреш. Собственик на радиото е фирма „Оберон Радио Макс“. През октомври 2020 г. честотата на FM+ в Свиленград е преустановено, а на нейната честота започва излъчване Радио Витоша.

## Девизи
Девизи на радиостанцията са:
- 1993 – „Само хитове“,
- 1995 – „Най-добрата музика от 60-те години до днес!“,
- 2001 – „Най-добрата музика – Хитове и Ретро!“,
- 2005 – „Животът е песен“.
- 2005 – „Най-добрата музика от 80-те години до днес“,
- 2008 – „Музиката, която обичаме!“
- 2010 – „Винаги най-добрата музика“